# Rhamphicarpa capillacea
Rhamphicarpa capillacea är en snyltrotsväxtart som beskrevs av A. Raynal. Rhamphicarpa capillacea ingår i släktet Rhamphicarpa och familjen snyltrotsväxter. Inga underarter finns listade i Catalogue of Life.